# Дражицький потік
Дражицький потік (словац. Dražický potok) — річка в Словаччині, права притока Блга, протікає в окрузі Рімавска Собота.
Довжина — 8.6 км. Витік знаходиться в масиві Ревуцька-Верховина — на висоті 480 метрів. Протікає територією сіл Дражиці і  Узовська Паниця.
Впадає в Блг на висоті 189 метрів.